# Tomi Joutsen
Tomi Joutsen (Lohja, 1975. április 30. –) az Amorphis és a Sinisthra finn metálegyüttesek énekese. 1999-ben Markku Mäkinennel együtt alapította meg a Sinisthrát Nevergreen néven. Joutsen énekstílusa nagyban különbözik a tradicionális heavy metalnál és a  punknál megszokott magas regiszterektől, ami például az Amorphis előző énekesére, Pasi Koskinenre volt jellemző. Tomi Joutsen hangja nagyon mély, és inkább gothic metal hangzás megteremtésére alkalmas, ugyanúgy, mint Peter Steele-é a Type O Negative-ból.

## Diszkográfia

### Käsi/Funeral Jacket(Kéz (finnül)/ Temetési dzseki vagy öltöny (angolul))

#### Käsi
- Käsi - Demo (1995)
- Käsi - EP (1997)

#### Funeral Jacket
- Rock You Vol 1. (1999)

### Nevergreen
- Slowly Getting There (2002)
- Softly Whispering Mountains to Gravel (2002)
- Effortlessly Improving on Perfection (2003)
- Empty Banalities Adorned with Dashing Eloquence (2004)

#### Sinisthra
- Last of the Stories of Long Past Glories (2005)
- Sinisthra Promo 2008 (2008)

### Amorphis
- Eclipse (2006)
- Silent Waters  (2007)
- Skyforger (album) (2009)
- Forging the Land of Thousand Lakes (2010)
- Magic & Mayhem - Tales from the Early Years (2010)
- The Beginning of Times (2011)
- Circle (2013)
- Under the Red Cloud (2015)
- Tales from Lake Bodom (2015)
- An Evening with Friends at Huvila (2017)
- Queen of Time (2018)
- Halo (2022)

### Corpse Molester Cult
- The Untitled Corpse Molester Cult (2008)
- Benedictus Perverticus (2015)

### Hallatar
- No Stars Upon The Bridge (2017)

### Guest Vocalist
- Pretty White Dress - Marenne - (2007)
- Don't Fall Asleep (Horror Pt. 2) / Hope - Swallow the Sun - (2007)
- (Tracks 2, 5, 6, 10 & 11) - Carrion - Discard  (2007)
- Spoknebone  - Release Date - Waltari (2007)
- Star - Dirt Metal - Thunderstone (2009)
- The Plague of a Coming Age & Boiling Heart of the North - The Plague of a Coming Age - October Falls (2013)
- Meidänkaltaisillemme - Elokuutio - Stam1na (2016)
- Lost in Wars - Bringer of Pain - Battle Beast (2017)
- Needles and Kin - Verkligheten - Soilwork (2019)

## Külső hivatkozások
- Az Amorphis hivatalos honlapja
- A Sinisthra hivatalos honlapja